# Favites stylifera
Favites stylifera is een rifkoralensoort uit de familie van de Merulinidae. De wetenschappelijke naam van de soort is voor het eerst geldig gepubliceerd in 1937 door Yabe & Sugiyama.